# Rosario de Lerma megye
Rosario de Lerma egy megye Argentína északnyugati részén, Salta tartományban. Székhelye Rosario de Lerma.

## Népesség
A megye népessége a közelmúltban a következőképpen változott:
| Év   | Lakosság |
| ---- | -------- |
| 2001 | 33 588   |
| 2010 | 38 702   |